# Międzylesie (Jelenia Góra)
Pour les articles homonymes, voir Międzylesie (homonymie).
Międzylesie est une localité polonaise de la gmina de Stara Kamienica, située dans le powiat de Jelenia Góra en voïvodie de Basse-Silésie.